# Alchemilla ludovitiana
Alchemilla ludovitiana es una especie de planta del género Alchemilla, perteneciente a la familia Rosaceae.

## Taxonomía
Alchemilla ludovitiana fue descrita por Plocek en 1992.

## Distribución
Se encuentra en el territorio de los Cárpatos occidentales.